# Fame Kills: Starring Kanye West and Lady Gaga
A Fame Kills: Starring Kanye West and Lady Gaga Kanye West amerikai rapper és Lady Gaga amerikai popénekesnő tervezett turnéja volt, amely West 2008-as 808s & Heartbreak című negyedik albumát, és Gaga 2009-es The Fame Monster című harmadik középlemezét népszerűsítette volna. Az előadók célja egy igazi úttörő show létrehozása volt, amely egyesítette volna a különböző zenei ízlésű közönséget. A turnét 2009 novemberétől 2010 januárjáig tervezték, azonban West a 2009-es MTV Video Music Awards-on Taylor Swift-tel történt incidense miatti közfelháborodást követően végül törölték. A turné törlését követően nem sokkal Lady Gaga The Monster Ball Tour néven indított saját koncertsorozatot, míg West egy ideig szünetet tartott karrierjében.

## Háttér

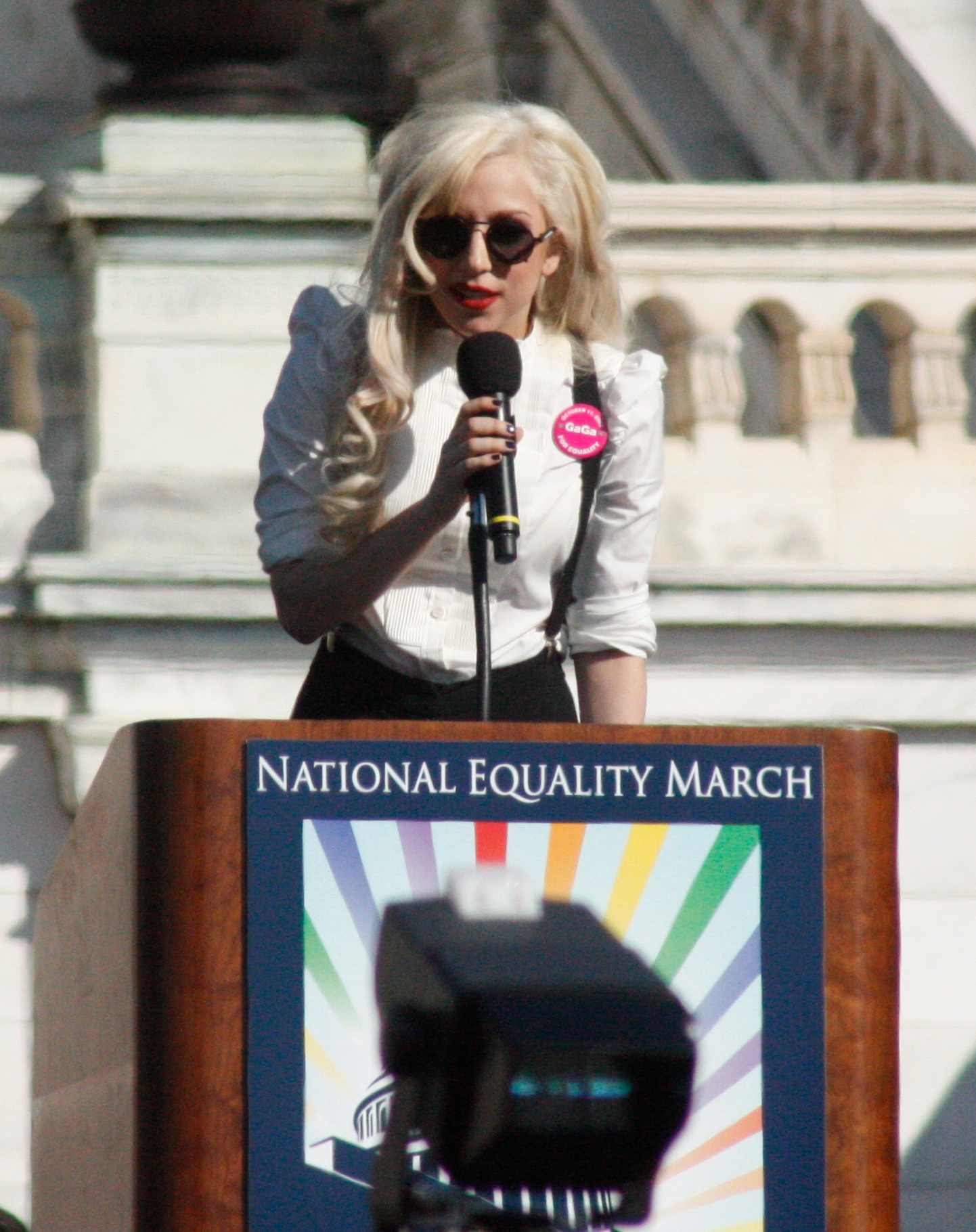
Gaga csak azzal a feltétellel egyezett bele a turnéba Westtel, ha minden „meleg marad”.

2009 júniusában West a The View című amerikai talk show-ban bejelentette, hogy közös turnét tervez Lady Gaga-val. A rapper elmondta, hogy Gaga nem nyitó előadóként venne részt a turnén. „Tehetséges, és igazán hihetetlen, tehát ő nem egy nyitó előadó. Együtt fogjuk csinálni nyitó előadó nélkül.” - nyilatkozta. Augusztusban Gaga kifejtette az iránti meggyőződését, miszerint „a turnék történetének egyik legáttörőbb jellegű pillanata lesz.” Mielőtt az énekesnő beleegyezett volna a West-tel közös turnéba, fontosnak tartotta elmondani a rappernek, hogy egy olyan show-t szeretne, amely a homoszexuális rajongói számára is elfogadható lesz. Az Out magazin számára felidézte mit mondott West-nek ezzel kapcsolatban: „Meleg vagyok. A zeném meleg. A show-m meleg. És én szeretem, hogy meleg. És én szeretem a meleg rajongóimat, és mindannyian el is fognak jönni a show-nkra. És meleg fog maradni.”
A turnéhoz Gaga és Kanye egy meglehetősen egyedi színpadképet tervezett. „Ahelyett, hogy csak az aréna egyik végében leszünk, a színpad az egész arénát beteríti egy átvezető híd segítségével.” Gaga hozzátette, hogy egy kifutóként kell elképzelni a két főszínpad közötti átvezetőt. A turné koncepciója az volt, hogy az előadók a színpad ellentétes végeiben szerepelnének. Gaga vége „az otthont és a szerény kezdeteket”, míg West oldala a „hírnevet” képviselte volna, és a két fél egymás pozíciójáért harcolt volna a show során. West előadta volna kislemezeit, aztán Gaga az övéit, végül közös duetteket adtak volna elő.
Gaga elmondta, hogy igazán élvezte West-tel a Fame Kills megtervezését, önmagukat „kreatív rokonoknak” nevezte. Elmagyarázta, hogy nem azt tervezték, hogy önmaguk számára turnézzanak, hanem inkább „mindenki más” számára; a turné célja az lett volna, hogy összehozzák a két különböző rajongói csoportot és zenekedvelői réteget. „Én popzenét csinálok, és Kanye rajongói imádják a popzenét, mert ő megváltoztatta a hiphop jelentését,” mondta el az énekesnő. „Számomra a turné inkább arról szól, hogy összehozzuk az embereket, és csináljunk egy nagy dance bulit. Ez a show a kreativitás, a művészet, a divat és a koreográfia ünneplése.” Gaga azt is elmondta, hogy West sok mindent megmutatott neki a show kreatív tervezése során. Például mikor Gaga oldalpaneleket akart tenni a színpadra, amivel gátolta volna néhány néző rálátását. „Azt mondta nekem: 'Nem adok el jegyet egy olyan rajongónak, aki nem láthatja a koncertet', és igaza is volt,” mondta el Gaga.
2009 szeptemberében egy promóciós videó is megjelent a turnéhoz. West a blogján tette közzé a videót, és a következő szöveget írta hozzá: „Mi történt a rocksztárokkal? A hírnév megölte őket!” A 30 másodperces videóban lassított felvételként látható, ahogy a félmeztelen Gagát egy férfi a karjaiban tartja, feltehetően West. Daniel Kreps a Rolling Stone magazintól egy „70-es évekbeli szoftpornóként” jellemezte, de hozzátette azt is, hogy „fogalma sincs, hogy a szövegnek mi köze van a 30 másodperces a videóhoz, de biztosak vagyunk benne, hogy több értelme lesz, amint több promóció is megjelenik majd a turné kezdetéhez közeledve.”

## A turné eltörlése

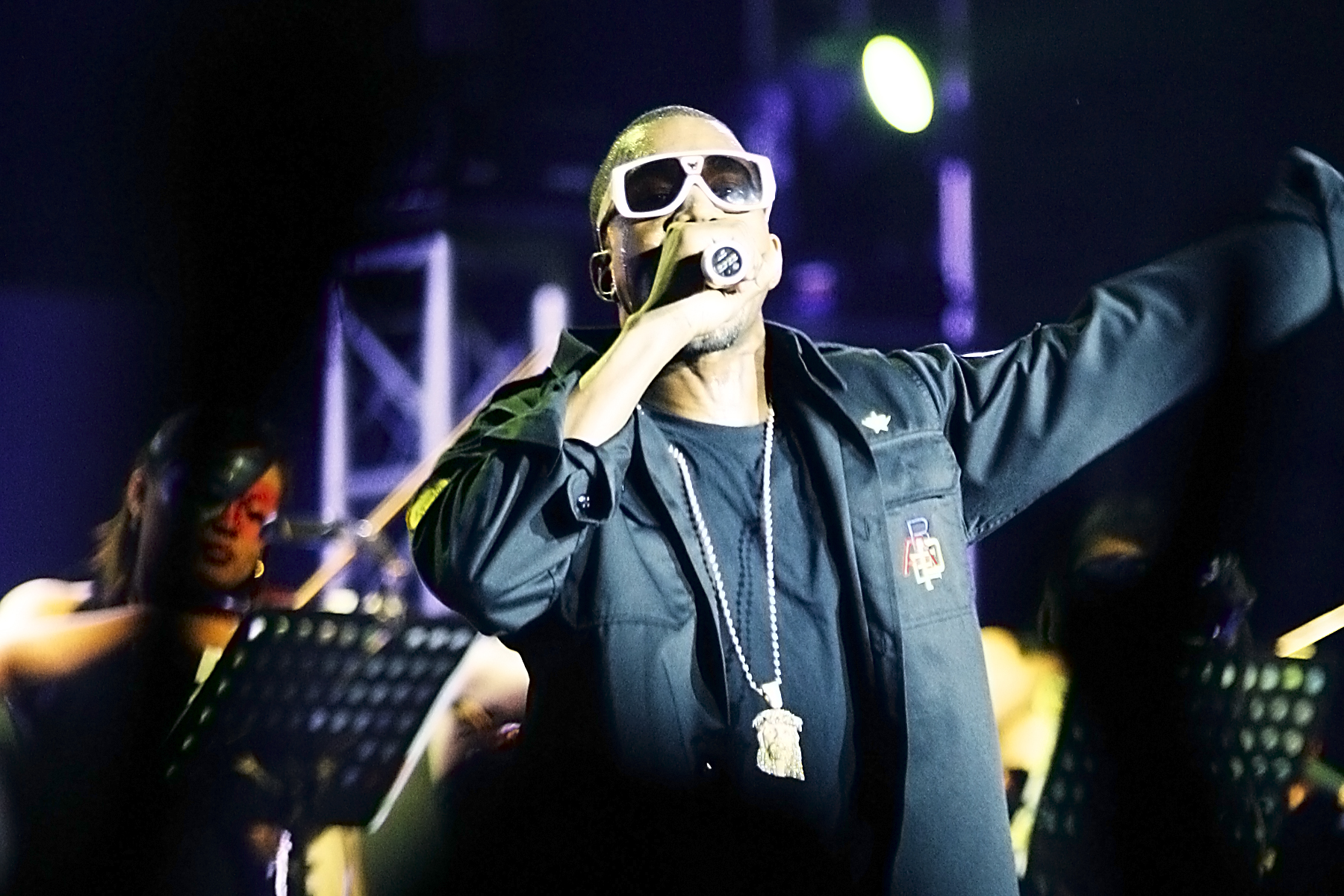
Westet sokan bírálták, mikor félbeszakította Taylor Swift beszédét a VMA-n. Az incidens miatt sokan megkérdőjelezték a Fame Kills turné sorsát.

Miután Taylor Swift énekesnő a You Belong With Me klipjéért megnyerte a legjobb női videóért járó díjat a 2009-es MTV Video Music Awards-on, West felrohant a színpadra, elvette Swift mikrofonját, majd kijelentette, hogy Beyoncé jobban megérdemelte a díjat a Single Ladies (Put a Ring on It) című dalához készített videóklipjéért. „Taylor, igazán örülök a sikerednek, hagyni fogom, hogy befejezd, de Beyoncé-é minden idők egyik legjobb videója,” mondta el mindenki előtt West. Hírességek és rajongók egyaránt hevesen kritizálták Westet az incidenst követően. Az eset után azt kezdték pletykálni, hogy a Fame Kills státusza is megkérdőjelezhető. Egy amerikai urban rádióállomás képviselője a következőket mondta: „Szerintem ez potenciálisan hatással lehet a közelgő turnéjára Lady Gagával. Ez nem egy urban turné — az urban közönség egy kicsit megbocsátóbb lehet a mainstream közönségnél. Nem lepődnék meg, ha színpadra lépésekor az emberek fújolni kezdenének. Kár érte.” Kevesebb, mint egy héttel a jegyek áruba bocsátását követően, lemondták a turnét, ám az okát nem adták meg.
Számos lehetőség felröppent, hogy mi lehetett az oka a turné eltörlésének. Sokan arra gyanakodtak, hogy a lemondás oka a különösen gyenge jegyeladási adatok voltak, illetve vitában állt Gaga és West menedzsment csapata, mert Gaga kisebb létesítményekben akart fellépni. Gaga koreográfusa, Laurieann Gibson azt mondta, hogy azért törölték el a turnét, mert „kreatív különbözőségek” léptek fel Gaga és West között. West elmondta, hogy a VMA-s incidens többek között ahhoz is vezetett, hogy lemondjon egy „turnét a világ első számú popsztárjával.” Gaga azt állította, hogy a turné eltörlése közös megegyezés alapján történt, majd hozzátette, hogy hamarosan a következő hetek során saját koncertsorozatba fog kezdeni The Monster Ball Tour néven, míg West szünetet fog tartani.
Gaga eredetileg 2010 márciusában kezdte volna meg a The Monster Ball turnét, de a Fame Kills lemondása után a The Monster Ball már 2009 novemberében útjára indult. Gaga elmondta, hogy ugyan inspirálta az, amit ő és West megterveztek a Fame Kills turnéra, de úgy döntött, hogy nem használ fel semmilyen közösen kitalált ötletet vagy koncepciót. Elmondta, hogy ennek az oka a becsületesség volt.

## Tervezett turnéállomások
Az összes koncertet lemondták.
| 2009. november 10. | Phoenix          | Egyesült Államok | US Airways Center                 |
| 2009. november 11. | San Diego        | Egyesült Államok | San Diego Sports Arena            |
| 2009. november 13. | Las Vegas        | Egyesült Államok | Mandalay Bay Events Center        |
| 2009. november 15. | Anaheim          | Egyesült Államok | Honda Center                      |
| 2009. november 16. | Los Angeles      | Egyesült Államok | Staples Center                    |
| 2009. november 18. | Sacramento       | Egyesült Államok | ARCO Arena                        |
| 2009. november 19. | San Jose         | Egyesült Államok | HP Pavilion at San Jose           |
| 2009. november 24. | Vancouver        | Kanada           | General Motors Place              |
| 2009. november 26. | Calgary          | Kanada           | Pengrowth Saddledome              |
| 2009. november 28. | Edmonton         | Kanada           | Rexall Place                      |
| 2009. november 29. | Saskatoon        | Kanada           | Credit Union Centre               |
| 2009. december 2.  | Denver           | Egyesült Államok | Pepsi Center                      |
| 2009. december 4.  | St. Louis        | Egyesült Államok | Scottrade Center                  |
| 2009. december 9.  | Miami            | Egyesült Államok | American Airlines Arena           |
| 2009. december 11. | Atlanta          | Egyesült Államok | Philips Arena                     |
| 2009. december 12. | Greensboro       | Egyesült Államok | Greensboro Coliseum Complex       |
| 2009. december 13. | Norfolk          | Egyesült Államok | Norfolk Scope                     |
| 2009. december 16. | Worcester        | Egyesült Államok | DCU Center                        |
| 2009. december 18. | Philadelphia     | Egyesült Államok | Wachovia Center                   |
| 2009. december 19. | Baltimore        | Egyesült Államok | 1st Mariner Arena                 |
| 2009. december 20. | Buffalo          | Egyesült Államok | HSBC Arena                        |
| 2009. december 22. | East Rutherford  | Egyesült Államok | Izod Center                       |
| 2009. december 26. | Hartford         | Egyesült Államok | XL Center                         |
| 2009. december 30. | Washington, D.C. | Egyesült Államok | Verizon Center                    |
| 2010. január 3.    | Uniondale        | Egyesült Államok | Nassau Veterans Memorial Coliseum |
| 2010. január 6.    | Toronto          | Kanada           | Air Canada Centre                 |
| 2010. január 8.    | Kanata           | Kanada           | Scotiabank Place                  |
| 2010. január 11.   | Montréal         | Kanada           | Bell Centre                       |
| 2010. január 14.   | Auburn Hills     | Egyesült Államok | The Palace of Auburn Hills        |
| 2010. január 16.   | Chicago          | Egyesült Államok | United Center                     |
| 2010. január 19.   | New Orleans      | Egyesült Államok | New Orleans Arena                 |
| 2010. január 21.   | San Antonio      | Egyesült Államok | AT&T Center                       |
| 2010. január 22.   | Houston          | Egyesült Államok | Toyota Center                     |
| 2010. január 24.   | Dallas           | Egyesült Államok | American Airlines Center          |

## Fordítás
- Ez a szócikk részben vagy egészben  a   Fame Kills: Starring Kanye West and Lady Gaga című angol Wikipédia-szócikk fordításán alapul.  Az eredeti cikk szerkesztőit annak laptörténete sorolja fel. Ez a jelzés csupán a megfogalmazás eredetét és a szerzői jogokat jelzi, nem szolgál a cikkben szereplő információk forrásmegjelöléseként.